# Parral (Chile)
Parral ist eine Stadt in der Mitte Chiles in der Región del Maule.

## Geografie und Demografie
Parral liegt etwa 42 km südwestlich von Linares, etwa 90 km südlich von Talca und 340 km südlich von Santiago de Chile. Sie gehört zur Provinz Linares und liegt an der Panamericana.
Das Klima ist mediterran mit warmen Sommern. Der wichtigste Fluss der Gemeinde ist der Río Perquilauquén.
Die Gemeinde von Parral hat eine Fläche von 1.638,44 km² und eine Bevölkerung von 37.822 Einwohnern (Volkszählung von 2002), das entspricht einem Anteil von 3,78 % an der Region. 18.859 Einwohner sind Frauen (49,86 %) und 18.963 sind Männer (50,14 %), während 11.425 Einwohner (30,21 %) zur ländlichen und 26.397 Einwohner (69,79 %) zur städtischen Bevölkerung zählen. Die Stadt hat bedeutende Einwanderung aus Italien und Deutschland erfahren.

## Geschichte
Parral wurde am 27. Februar 1795 durch ein Dekret des Gouverneurs von Chile, Ambrosio O’Higgins, amtlich gegründet. O’Higgins gab der Stadt den Namen „Villa Reina Luisa del Parral“, als eine Ehrerbietung für Königin Luise, der Frau des Königs Carlos IV. Eigentlich war der Name „San José de Florida Blanca“ angedacht, doch O’Higgins wollte diesen Namen nicht benutzen.
Parral ist die Geburtsstadt von Pablo Neruda, dem chilenischen Träger des Literatur-Nobelpreises von 1971.
Ebenfalls in der Stadt geboren wurde General Basilio Urrutia Vásquez (1816–1881), der im Salpeterkrieg chilenischer Kriegs- und Marine-Minister war. Er war auch maßgeblich im Arauco-Krieg aktiv.
33 Kilometer südöstlich des Stadtzentrums liegt die berüchtigte Colonia Dignidad am Río Perquelauquén, in der es nach dem Putsch 1973 zu Folterungen kam.
Bei dem Erdbeben im Februar 2010 war Parral besonders stark betroffen.

## Sehenswürdigkeiten
Als Geburtsstadt von Pablo Neruda zieht die Stadt viele Touristen an. Das Umland der Stadt bietet eine Reihe von Weinbaugebieten. In der Nähe der Stadt liegen die Thermalquellen Termas de Catillo.
Zwei große Stauseen, der Embalse Digua und der Embalse Bullileo, laden zu Ausflügen ein.

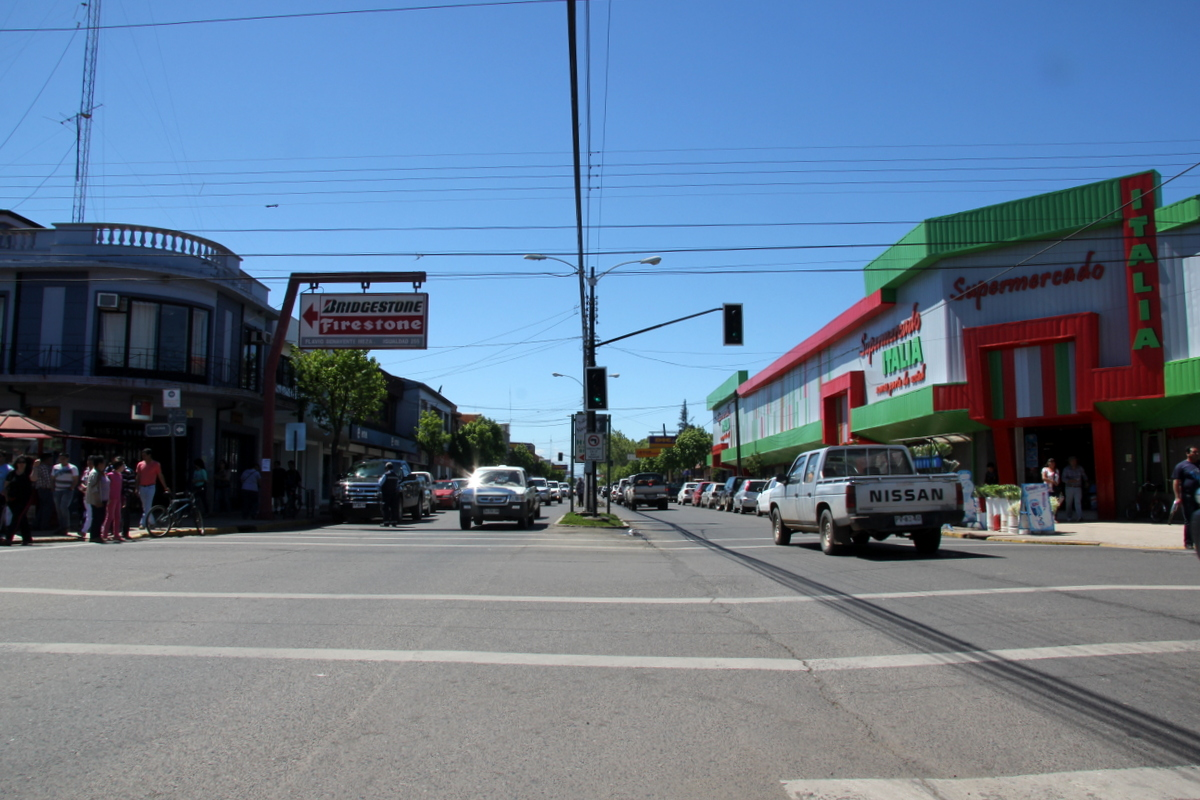
Hauptstraße „Aníbal Pinto“ Ecke „Igualdad“ in Parral.
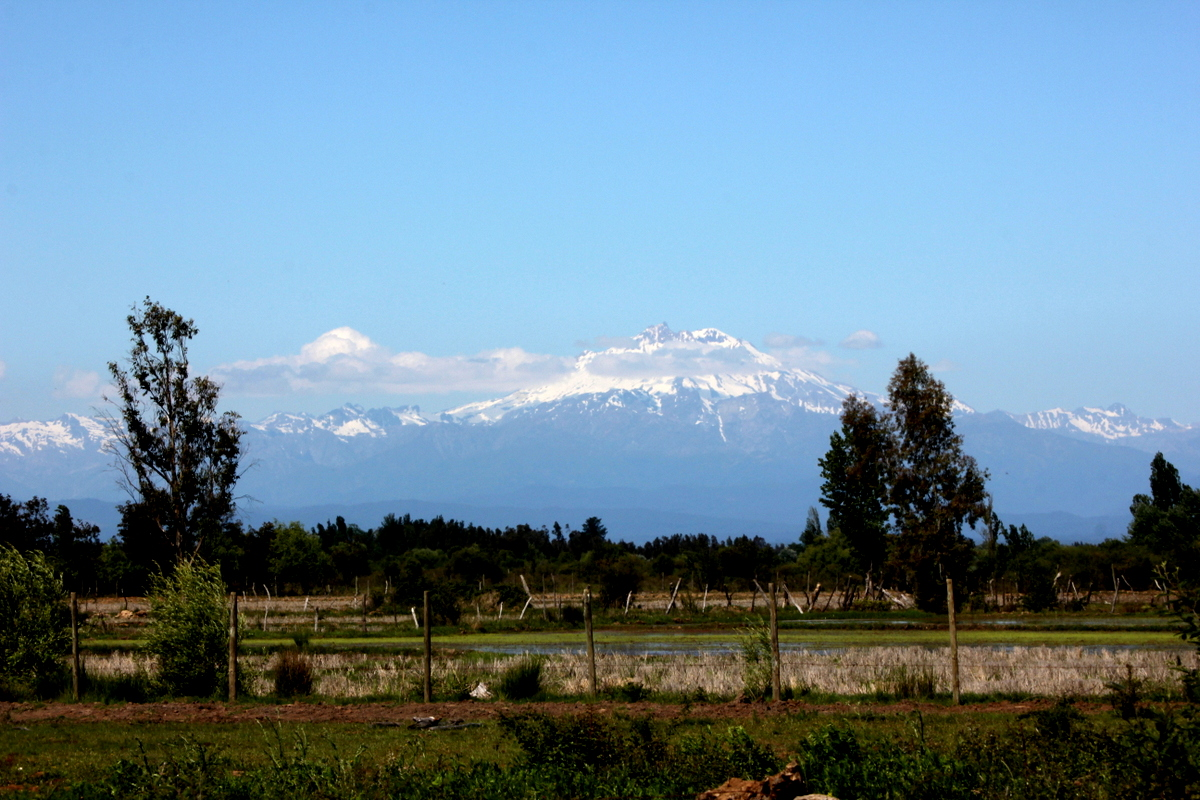
Der Vulkan Longaví aus der Nähe von Parral.
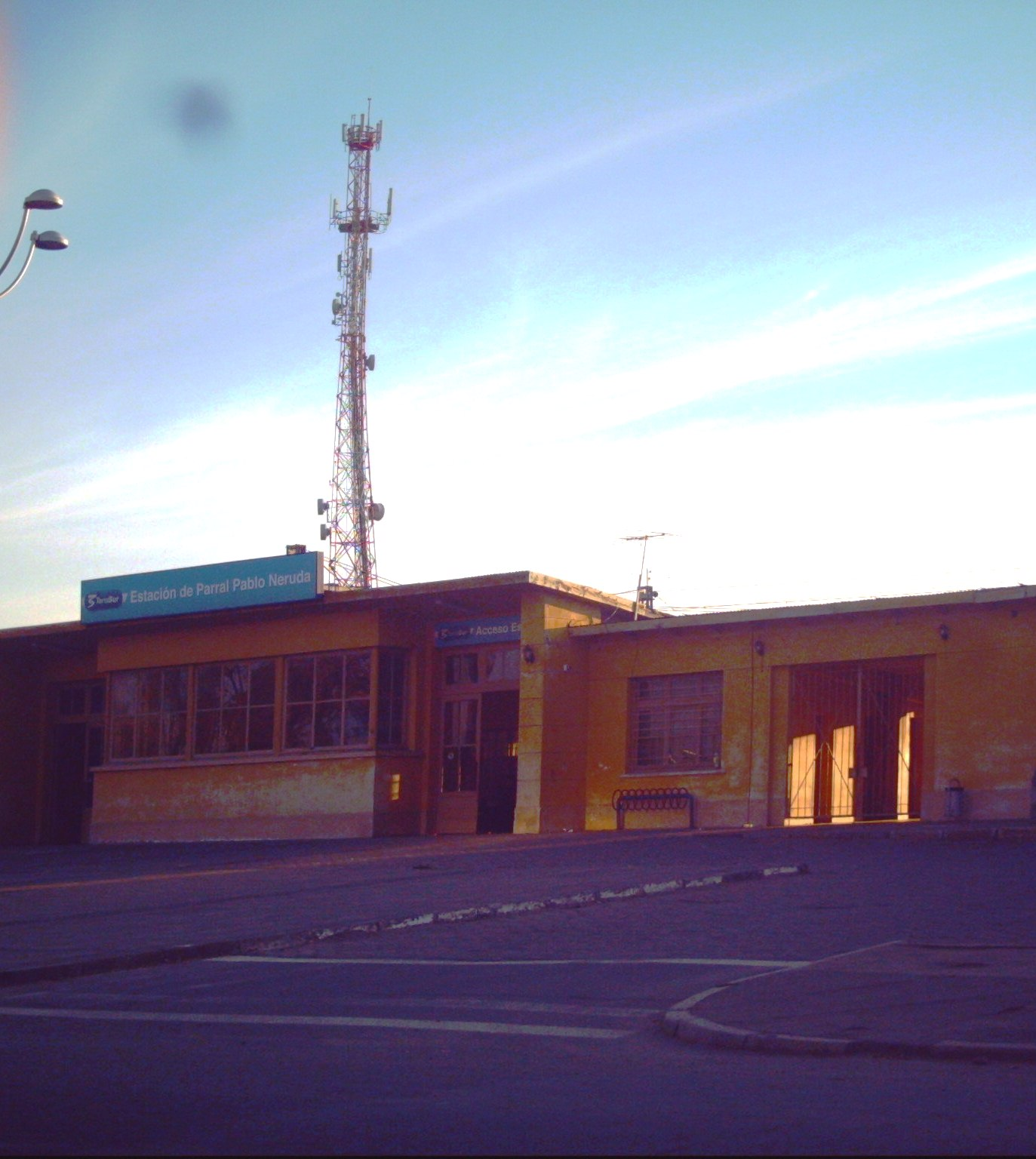
Der Bahnhof.
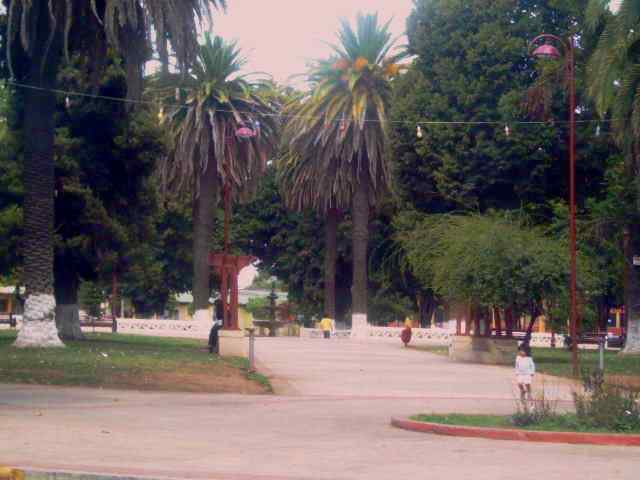
Plaza de Armas
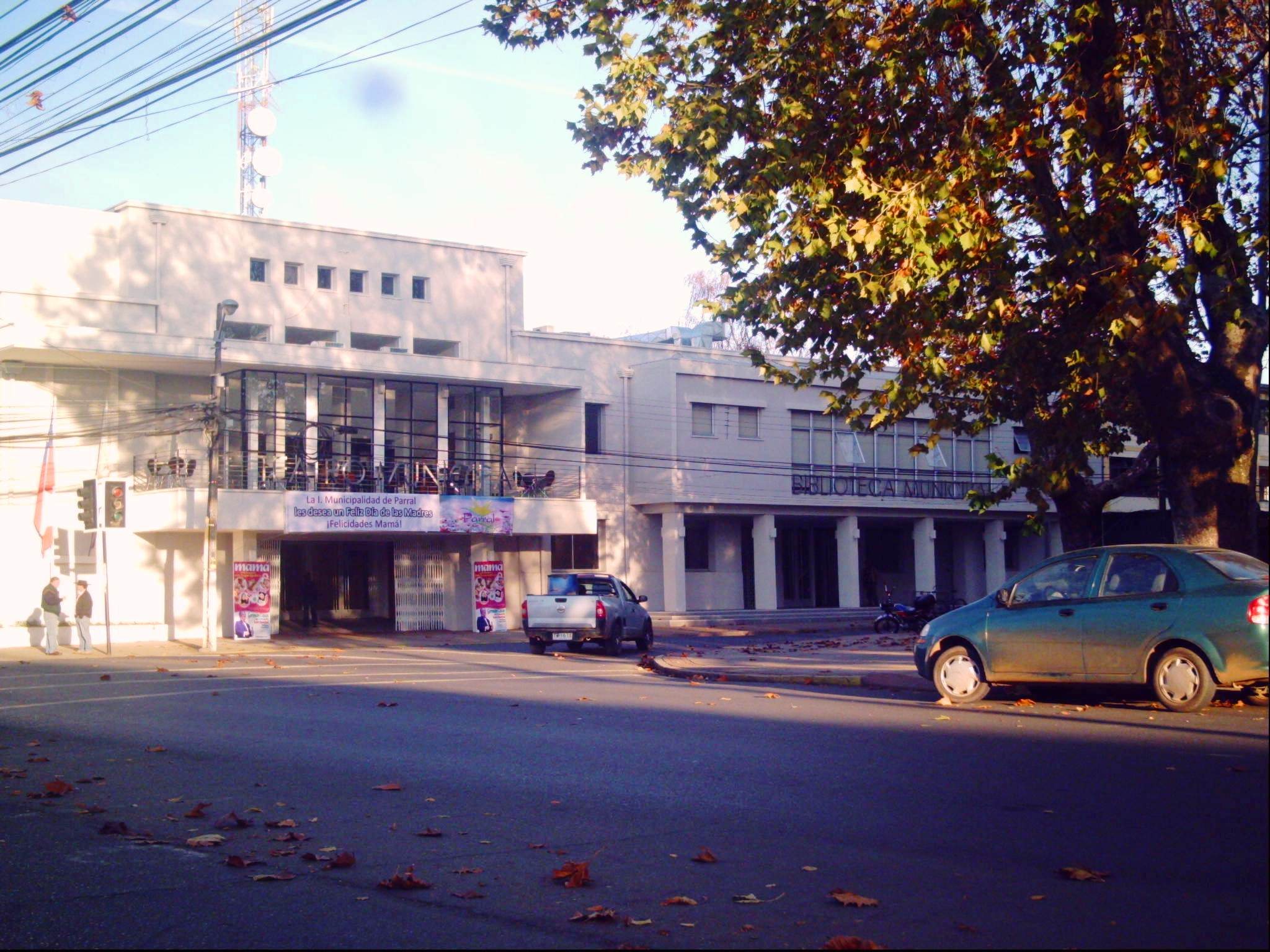
Das städtische Theater.

## Wirtschaft

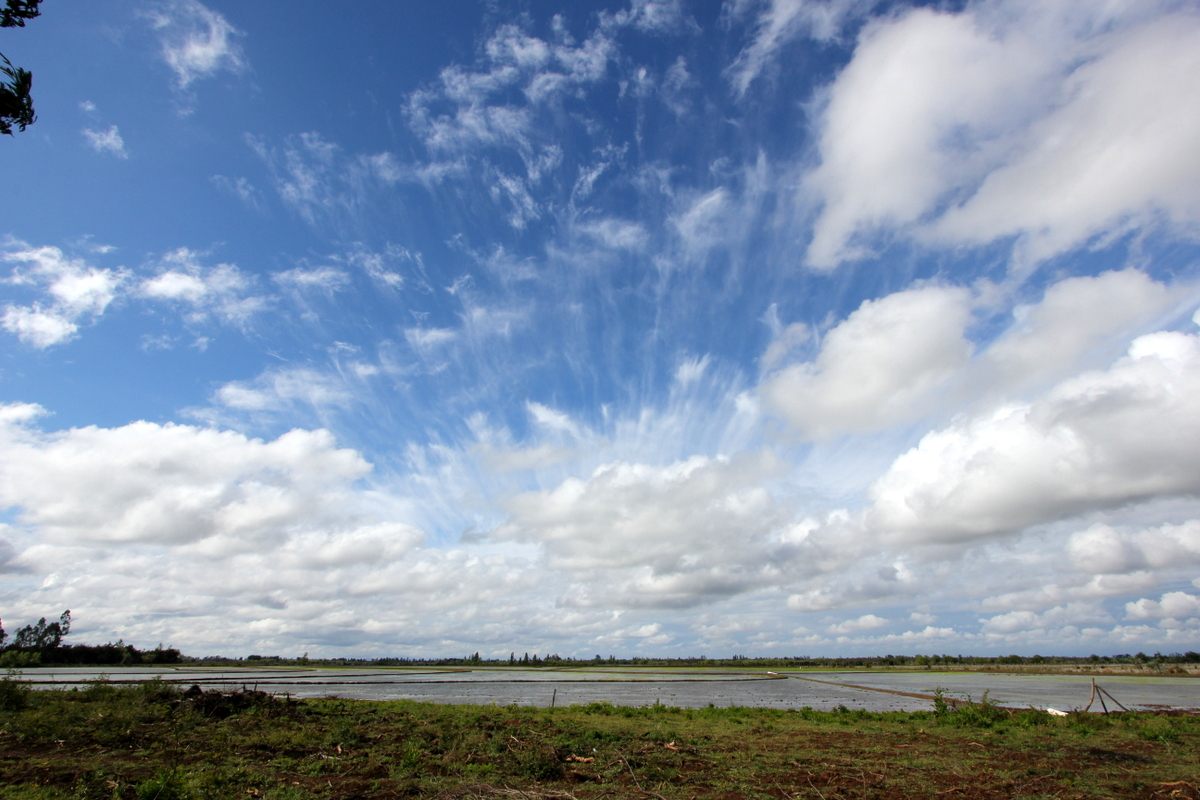
Ein typisches Reisfeld bei Parral.

Parral lebt hauptsächlich vom Tourismus und der Landwirtschaft, insbesondere vom Reisanbau. Rund 60 % der nationalen Reisproduktion kommen aus dem Umland von Parral.

## Söhne und Töchter der Stadt
- Pablo Neruda (1904–1973), bedeutender Dichter und Schriftsteller, Literaturnobelpreisträger
- Rubén Vallejos (* 1967), Fußballspieler und -trainer
- Paulo Garcés (* 1984), Fußballspieler

## Städtepartnerschaften
Parral unterhält mit folgenden Städten Partnerschaften:
- Peligros, Spanien
- Ubajay, Argentinien[3]
- Grand Rapids, Michigan, USA